# 金沙河 (辉发河)
金沙河位于中华人民共和国吉林省桦甸市西部，是辉发河左岸支流。河名为满语“奇尔萨”（满文：ᡴᡳᡵᠰᠠ，转写：kirsa）的音转，意为“沙狐”。金沙河发源于桦甸市西北部八道河子镇黑峰顶子山西北侧，蜿蜒东南流经双杨树水库、八道河子镇、金沙镇等地，于金沙镇福安屯汇入辉发河。河长70.3千米，流域面积1209平方千米，河源与河口相对高差247米，河道平均比降2‰。年均径流量3.11亿立方米。金沙河流域上游为低山区，坡度较陡，植被较好；中下游为丘陵区，植被较差，沿河有冲积平原，其中50%左右已垦为水田。金沙河流域水田开发已有百余年历史，素有“桦甸粮仓”之称。早在清光绪六年（1880年）即有朝鲜族农民进入流域内八道河子、榆木桥子、横道河子一带拦河筑坝，垦种水田；下游金沙镇一带，1936年满洲国时期有日本开拓团在此种植水稻。